# Allepipona emortualis
Allepipona emortualis är en stekelart som först beskrevs av Henri Saussure 1852.  Allepipona emortualis ingår i släktet Allepipona och familjen Eumenidae. Inga underarter finns listade i Catalogue of Life.